# Aleksander Marten

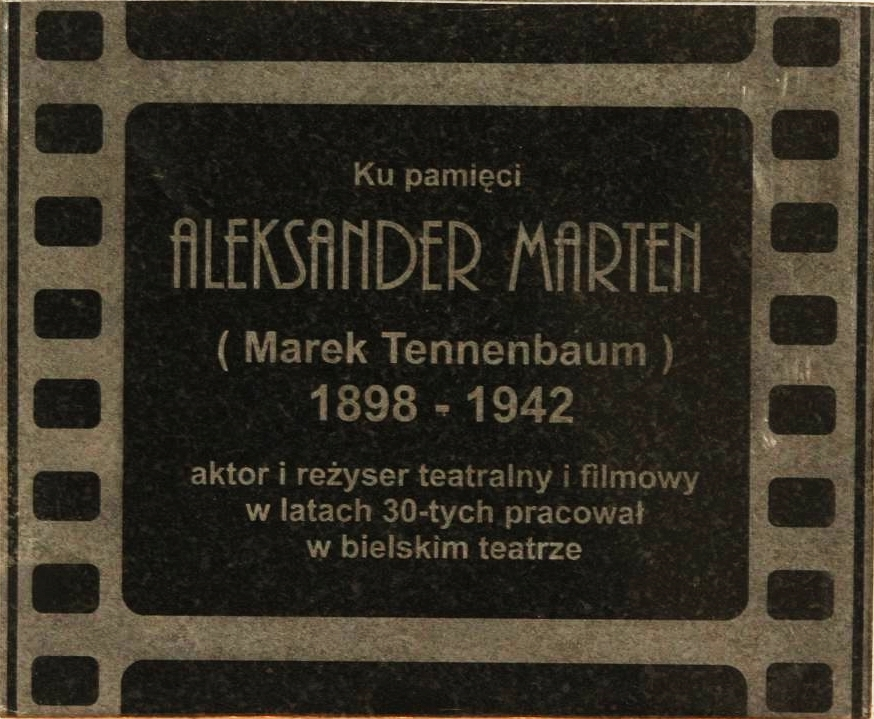
Tablica upamiętniająca Aleksandra Martena na cmentarzu żydowskim w Bielsku-Białej

Aleksander Marten, właściwie Mordka Matys Marek Tennenbaum (ur. 13 listopada 1898 w Łodzi, zm. 1942) – polski aktor i reżyser żydowskiego pochodzenia, który zasłynął głównie z przedwojennych żydowskich filmów i sztuk teatralnych w języku jidysz.

## Życiorys
Urodził się w Radgoszczu w rodzinie żydowskiej, jego ojcem był Lejzer (Lejba) Tennenbaum, a matką Brandla Cypa. Mając 15 lat wyjechał do Niemiec, dwa lata później zadebiutował jako aktor w teatrze w Halle, używając pseudonimu Alexander Marten (który prawnie zalegalizował jako swoje imię i nazwisko w Bielsku 2 grudnia 1937 roku). 
W 1923 ukończył kierowaną przez Maxa Reinhardta szkołę teatralną przy Deutsches Theater w Berlinie. Inscenizował szereg sztuk i jednocześnie nakręcił swój pierwszy film, grając obok Xeni Desni, Rudolfa Klein-Rugge i Wiliah Dieterle. Był współreżyserem reinhardtowskiego „Snu nocy letniej” i reżyserem „Pasteura” z Pawłem Muni. Marten był osobistym przyjacielem Konrada Veidta, z którym grywał niejednokrotnie na scenie i w filmie. W Wiedniu partnerowały mu aktorki Luisa Rainer i Elżbieta Bergner. W następnych latach występował w zespołach objazdowych na różnych scenach niemieckich, m.in. w Berlinie, Hanowerze, Stuttgarcie i w Volkstheater w Wiedniu. 
Jako aktor teatralny został okrzyknięty przez ówczesną prasę najlepszym odtwórcą roli Otella w Europie. W 1929 przeprowadził się do Bielska, gdzie grał w Teatrze Miejskim. Występował i reżyserował na scenie bielskiego teatru przez trzy lata, potem grał w Innsbrucku i Wiedniu. W 1933 roku wrócić do Bielska i zamieszkał przy ul. Republikańskiej 5. W tym samym roku ożenił się z Emilią Teresą Groje, z którą miał córkę Dorothy.
W 1935 nakręcił we współpracy z Brunonem Wieczorkiem dokumentalny filmem dźwiękowy o mieście Bielsku pt. Bielsko – miasto przemysłu i turystyki. Następnie zajmował się reżyserią w bielskim Teatrze Miejskim.
Kontynuując działalność reżyserską rok później w Warszawie założył własny ośrodek produkcyjny Alma-Film. Wówczas wyreżyserował najbardziej znane swoje filmy: Za grzechy (1936), O czym marzą kobiety (1937) oraz Bezdomni (1939), w którym zagrał też jedną z głównych ról – Abrama Rywkina. Na łamach bielskiej żydowskiej gazety „Jüdische Wochenpost mit Wirtschaftsblat” publikował artykuły w których recenzował wydarzenia kulturalne i jubileusze. 
W momencie wybuchu II wojny światowej przebywał w Warszawie, gdzie pracował nad filmem Pieśń Kol-Nidrei według scenariusza Anatola Sterna. Nieznane są jego losy w okresie okupacji niemieckiej, prawdopodobnie został zamordowany w getcie warszawskim w 1942 roku.
W maju 2009 w domu przedpogrzebowym na cmentarzu żydowskim w Bielsku-Białej odsłonięto – ufundowaną przez mieszkańców miasta – tablicę pamiątkową upamiętniającą Martena.